# 宁母之盟
宁母之盟發生於前653年（周惠王二十四年、鲁僖公七年、齐桓公三十三年、宋桓公二十九年、郑文公二十年、楚成王十九年、陈宣公四十年、卫文公七年、曹昭公九年、许僖公三年），齐桓公九合诸侯中，在宁母（在今山东省金乡县东南）的会盟。
前654年夏，因为郑国逃首止之盟，齐国、鲁国、宋国、陈国、卫国、曹国等六国联军攻郑新城，后因楚国攻许国而退军。前653年春，齐军再度攻打郑国。郑国杀其大夫申侯，被迫于同年夏向齐国求和。七月，齐桓公会鲁僖公、宋桓公、陈国世子款、郑国世子华在宁母会盟，为齐桓公第十次衣裳之会。